# Port Ellen
Port Ellen (gaelicki: Port Ilein) – miasto na wyspie Islay, w Szkocji, w Argyll and Bute, w civil parish Kildalton and Oa. Leży 7 km od Port lotniczy Islay. W 2011 miejscowość liczyła 846 mieszkańców. Został założony w 1821 roku. W mieście znajduje się wytwórnia whisky Port Ellen.